# روبیرا
روبیرا (به ایتالیایی: Rubiera) یک کومونه در ایتالیا است که در استان رجو امیلیا واقع شده‌است.

## خصوصیات
روبیرا ۲۵٫۳ کیلومترمربع مساحت و ۱۴٬۵۵۹ نفر جمعیت دارد و ۴۱ متر بالاتر از سطح دریا واقع شده‌است.

## خواهرخوانده
شهر Győrújbarát خواهرخواندهٔ روبیرا هست.